# Jakub Kamieński
Jakub Kamieński (ur. 20 maja 1979 w Warszawie) – polski aktor.
W 2003 ukończył wrocławski wydział krakowskiej PWST. Debiutował w spektaklu Made in China w reżyserii Redbada Klijnstry. Od tego czasu współpracował z teatrami: Współczesnym we Wrocławiu, Współczesnym, Narodowym, Rozmaitości, Dramatycznym w Warszawie, oraz Miejskim w Gdyni.

## Filmografia
- 2000: Świat według Kiepskich – kibic Śląska Wrocław (nie występuje w napisach) (odc.36)[1]
- 2002: Król przedmieścia – głos z tv
- 2003: Na dobre i na złe – Błażej Król (odc. 146)
- 2004–2008, 2012: Pierwsza miłość – Andrzej Pałkowski
- 2005: Biuro kryminalne – Andrzej Franiak (odc. 14)
- 2007: Świat według Kiepskich – zomowiec (odc. 257)
- 2008: Skorumpowani – policjant
- 2008: Barwy szczęścia – sanitariusz Grzegorz (odc. 145)
- 2009: Świat według Kiepskich – reżyser (odc. 318)
- 2009: Świat według Kiepskich – Tadzik (odc. 320)
- 2009: Barwy szczęścia – ratownik medyczny (odc. 278)
- 2010: Trzy minuty. 21:37 – rekwizytor
- 2010: Świat według Kiepskich – rezerwista (odc. 351)
- 2010: Różyczka
- 2010: Barwy szczęścia – sanitariusz (odc. 477)
- 2011: Układ warszawski – Janek, monter alarmów (odc. 1)
- 2011: Księstwo
- 2011: Czarny czwartek. Janek Wiśniewski padł
- 2012: Yuma – „Młot”
- 2012: Komisarz Alex – „Bambus” (odc. 20)
- 2013: Wybraniec – policjant
- 2013: Tajemnica Westerplatte – Józef Kita
- 2013: Prawo Agaty – Michał Bereda (odc. 48)
- 2013: Bilet na Księżyc – II pilot
- 2014: Portrety Wojenne – Bronisław Hellwig
- 2014: Mur – ochroniarz
- 2015: Chemia – szef „karków”
- 2015: Na dobre i na złe – Krystian (odc. 617)
- 2016: Szkoła uwodzenia Czesława M. – stoczniowiec Adam, kolega Zygmunta
- 2016: Strażacy – ojciec Grzesia (odc. 15)
- 2016: Komisarz Alex – Marek Baliński "Filozof" (odc. 98)
- 2016: Jestem mordercą – biegły
- 2016: Druga szansa – prawnik
- 2017: Zgoda – strażnik Robert Nawrocki
- 2017: Wojna – Moja Miłość – Mężczyzna
- 2017: Człowiek z magicznym pudełkiem – agent Natan Gradowski
- 2018: Za marzenia – antykwariusz Mariusz Liput
- 2018: Druga szansa – radca prawny (odc. 3)
- 2019: Legiony – kwatermistrz

## Polski dubbing
- 2007: Alvin i wiewiórki
- 2009: Noc w muzeum 2
- 2009: Epoka lodowcowa 3: Era dinozaurów
- 2009: Księżniczka z krainy słoni
- 2010: Rajdek – mała wyścigówka – Śmigło
- 2010: Fanboy i Chum Chum – Fan słoików
- 2010: Koszmarny Karolek – Karate Krzyś
- 2010: Geronimo Stilton
- 2010: Safari 3D
- 2011: Batman: Odważni i bezwzględni
- 2012: Muminki w pogoni za kometą – Profesor